# Salduero
Salduero település Spanyolországban, Soria tartományban. Salduero Covaleda, Vinuesa és Molinos de Duero községekkel határos. Lakosainak száma 145 fő (2024).

## Népesség
A település népessége az elmúlt években az alábbi módon változott:
| Lakosok száma | 196  | 193  | 185  | 182  | 172  | 163  | 141  | 143  | 145  | 145  |
|               | 2001 | 2004 | 2007 | 2009 | 2012 | 2014 | 2017 | 2019 | 2022 | 2024 |